# Absurdistan
Pour plus de détails, voir Fiche technique et Distribution.
Absurdistan est un film allemand écrit et réalisé par Veit Helmer, sorti en 2008.
Le film a été sélectionné pour le World Cinema Dramatic Competition au Festival Sundance en 2008,. Le film a aussi été en compétition au 30e festival international du film de Moscou.

## Synopsis
Le film se déroule dans un village éloigné et oublié dans un désert de l'ancienne Union soviétique, et raconte un conflit entre hommes et femmes : les femmes démarrent une grève du sexe jusqu'à ce que leurs maris réparent la canalisation qui approvisionne le village en eau. Aya et Temelko, deux jeunes amoureux sont entrainés dans le conflit, et Temelko se résout à réparer la canalisation afin de pouvoir être avec Aya.

## Distribution
- Kristyna Malérová : Aya
- Max Mauff : Temelko
- Nino Chkheidze : la grand-mère d'Aya
- Ivane Ivantbelidze : Dantscho, le propriétaire du stand de tir
- Ani Amiridze : Lenora, la fille de Dantscho
- Ilko Stefanovski : Guri, le père de Temelko
- Assun Planas : la mère de Temelko
- Otto Kuhnle : le barbier
- Hijran Nasirova : la femme du barbier
- Hendrik Arnst : le propriétaire
- Olga Nefyodova : la femme du propriétaire
- Adalet Zyadhanov : le policier
- Matanat Atakishiyeva : la femme du policier
- Azelarab Kaghat : le boulanger
- Michaela Bandi : la femme du boulanger
- Blagoja Spirkovski-Dzumerko : le cordonnier
- Dace Bonate : la femme du cordonnier
- Elhan Guliyev : le chauffeur de bus
- Julietta Koleva : la femme du chauffeur de bus
- Helder Costa : le docteur
- Monica Calle : la femme du docteur
- Kazim Abdullayev : le berger
- Firangiz Babyeva : la femme du berger
- László Németh : le facteur
- Sarah Bensoussan : la femme du facteur
- Mubariz Alixanli : l'horloger
- Khatuna Ioseliani : la femme de l'horloger
- Nurradin Guliyev : l'apiculteur
- Elena Spitsina : la femme de l'apiculteur
- Radomil Uhlir : le boucher
- Suzana Petricevic : la femme du boucher
- Rafiq Azimov : le charpentier
- Nelli Cozaru : la femme du charpentier
- Vlasta Velisavljevic : le vétéran
- Gisela Fritsch : la grand-mère (voix)

## Production

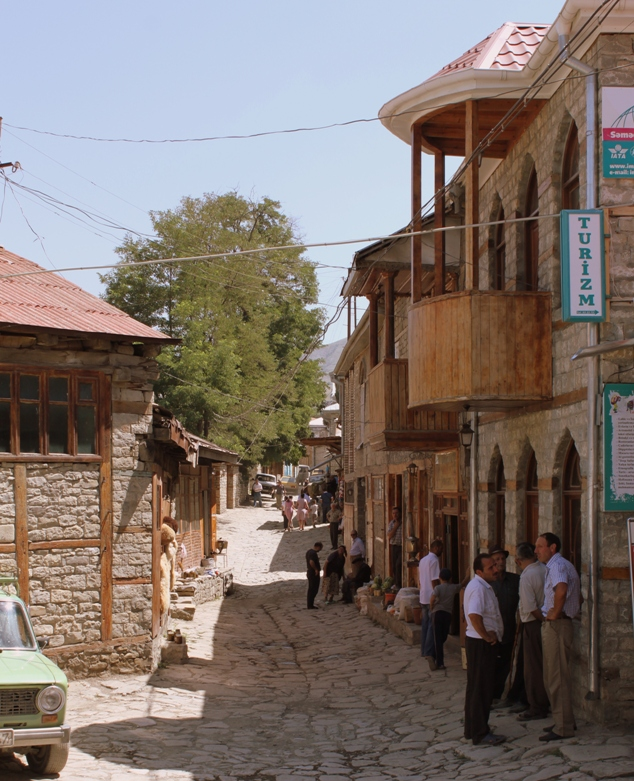

Absurdistan a été filmé à Lahıdj, dans la région d'Ismailli, en Azerbaïdjan.
Helmer a commencé à écrire le scénario après avoir lu en 2001 un article de journal relatant le refus de femmes d'un village turc de loger leurs maris tant qu'une canalisation n'avait pas été réparée. Il a collaboré avec Gordan Mihic et Zaza Buadze sur le scénario, et a reçu des financements de Sources2, l'Institut méditerranéen du film et le programme MEDIA New Talent de la commission européenne. Bien que le film ait eu petit budget, Helmer a réussi a convaincre 40 acteurs originaires de 14 pays différents. La plupart du film a été filmé à Lahıdj, en Azerbaïdjan, sur une période de neuf semaines à l'été 2006. Comme il n'y avait pas d’hôtel dans le village, la plupart des 90 membres de l'équipe ont été hébergés par les villageois. Des scènes supplémentaires ont été filmées à Çayqaraqoyunlu, Shaki et Tbilisi.

## Sortie
Absurdistan est sorti mondialement au Sundance Festival de 2008, où il a été nommé pour le Grand Prix dans la catégorie "World Cinema Dramatic".

## Récompenses et distinctions
- 2008 : Prix spécial au Bavarian Film Awards (Veit Helmer)
- 2008 : Meilleure production au Deutscher Filmpreis (Erwin Prib)
- 2009 : Prix du film de fiction au Fantasporto (Veit Helmer)
- 2009 : Grand Prix du meilleur film au Mediawave, Hongrie (Veit Helmer)